# Kasara Budruk
Kasara Budruk é uma vila no distrito de Thane, no estado indiano de Maharashtra.

## Demografia
Segundo o censo de 2001, Kasara Budruk tinha uma população de 15,192 habitantes. Os indivíduos do sexo masculino constituem 51% da população e os do sexo feminino 49%. Kasara Budruk tem uma taxa de literacia de 63%, superior à média nacional de 59.5%: a literacia no sexo masculino é de 73% e no sexo feminino é de 52%. Em Kasara Budruk, 15% da população está abaixo dos 6 anos de idade.